# Alphonse Kirchhoffer
Simon Alphonse Kirchhoffer (* 19. Dezember 1873 in Paris; † 30. Juni 1913 ebenda) war ein französischer Fechter.

## Erfolge
Alphonse Kirchhoffer nahm 1900 in London an den Olympischen Spielen im Florettfechten teil. Im Wettbewerb der Fechtmeister gewann er, wie Lucien Mérignac, sechs seiner sieben Gefechte. Im Stechen unterlag er Mérignac und gewann in dieser nur 1900 ausgetragenen Disziplin die Silbermedaille.